# Lepas hillii
Lepas hillii är en kräftdjursart som först beskrevs av Leach 1818.  Lepas hillii ingår i släktet Lepas och familjen Lepadidae. Inga underarter finns listade i Catalogue of Life. Det är osäkert om arten förekommer i Sverige.